# Gregory Daniel
Gregory „Greg“ Daniel (* 8. November 1994 in Sylva) ist ein ehemaliger US-amerikanischer Radrennfahrer.

## Sportliche Laufbahn
Gregory Daniel begann seine Laufbahn als Leistungsradsportler im Juniorenprogramm des Cannondale Pro Cycling Team unter Jonathan Vaughters. Als er in die U23-Klasse kam, wechselte er zum Bontrager Cycling Team von Axel Merckx.
Als Juniorfahrer wurde Daniel als vielversprechender Allrounder eingeschätzt, vor allem aufgrund seiner starken Leistungen bei der Tour du Pays de Vaud und der Tour de l’Abitibi, bei denen er jeweils Dritter wurde. Unter Merckx entwickelte er sich aber zu einem kämpferischen Fahrer, der sich für Ausreißversuche eignet. So errang er 2014 bei der Tour of California nach der vierten Etappe, bei der er den zweiten Platz belegte, die Auszeichnung als „kämpferischster Fahrer“. Daniel bezeichnet diese Platzierung im Januar 2016 in einem Interview als seinen „Durchbruch“, da sie ihm gezeigt habe, dass er auch gegen internationale Konkurrenz bestehen könne. Er hoffe, dass ihm im laufenden Jahr endlich ein großer Sieg gelingen werde.
2011 wurde Gregory Daniel US-amerikanischer Meister in der Mannschaftsverfolgung, im Jahr darauf Junioren-Meister im  Einzelzeitfahren. 2016 errang er den nationalen Titel im Straßenrennen der Elite. 2018 gewann er das Bob Cook Memorial Mount Evans Hill Climb.

## Erfolge
2011
- US-amerikanischer Meister – Mannschaftsverfolgung (mit Mathew Lipscomb, Paul Lynch und Ian Kane Moir)

2012
- US-amerikanischer Junioren-Meister – Einzelzeitfahren

2016
- US-amerikanischer Meister – Straßenrennen
- Gesamtwertung, Punktewertung, Nachwuchswertung und eine Etappe Tour de Beauce
- Mannschaftszeitfahren Olympia’s Tour

2017
- Hammer Sprint Hammer Sportzone Limburg

2018
- Bob Cook Memorial Mount Evans Hill Climb

## Teams
- 2013 Bontrager Cycling Team
- 2014 Bissell Development Team
- 2015 Axeon
- 2016 Axeon Hagens Berman
- 2017 Trek-Segafredo
- 2018 Trek-Segafredo
- 2019 DCBank Pro Cycling Team